# (26921) Jensallit
(26921) Jensallit est un astéroïde de la ceinture principale.

## Description
(26921) Jensallit est un astéroïde de la ceinture principale. Il fut découvert le 15 octobre 1996 à Southend Bradfield par George Sallit. Il présente une orbite caractérisée par un demi-grand axe de 3,22 UA, une excentricité de 0,17 et une inclinaison de 1,3° par rapport à l'écliptique.

## Compléments